# 7000 (số)
7000 (bảy nghìn, hay bảy ngàn) là một số tự nhiên ngay sau 6999 và ngay trước 7001.